# Carex sabulosa
Carex sabulosa är en halvgräsart som beskrevs av Porphir Kiril Nicolai Stepanowitsch Turczaninow och Carl Sigismund Kunth. Carex sabulosa ingår i släktet starrar, och familjen halvgräs. Inga underarter finns listade i Catalogue of Life.